# 北郷村 (静岡県)
北郷村（きたごうむら）は、静岡県の北東、富士山東麓にあった駿東郡の村。1956年に小山町と合併した。

## 地名
北郷とは御厨地方における地域区分の一つで、中郷（御殿場市高根地区）、南郷（御殿場市御殿場地区）、西郷（御殿場市原里地区）、東郷（小山町足柄地区）と対応する。中郷、南郷、西郷、東郷は町村名として採用されなかったため、北郷だけ地名として残った。

## 地理
御殿場市と平野を共有し、北部は丹沢山地に接する。

## 歴史
- 1889年（明治22年）4月1日 - 町村制施行に伴い、用沢、棚頭、大御神、中日向、上野、阿多野、吉久保、大胡田、下古城、上古城、下小林、一色、古沢の各村および菅沼村の一部が合併して北郷村成立。
- 1956年（昭和31年）8月1日 - 小山町に編入され消滅。
- 1957年（昭和32年）9月1日 - 旧村域のうち古沢地区が小山町から分離し、御殿場市に編入される。

### 昭和の大合併
昭和の大合併に際して、小山町と合併するか、御殿場市と合併するかで議論になった。両市町との結びつきは同程度だが、工業都市として財政が豊かな小山町を選んだ。しかし、古沢地区だけは御殿場市との合併を望んでいた。小山町との合併後、古沢地区では小山町からの分離と御殿場市への編入を求めて住人運動を行い、御殿場市へ編入された。

## 交通
- 御殿場線足柄駅、駿河小山駅、御殿場駅が近い。